# Viggo Clausen (kunsthandler)
 Der er flere personer med dette navn, se Viggo Clausen.
Viggo Clausen (11. februar 1916 i Korinth på Fyn – 12. februar 1992) var en dansk kunsthandler. I 1953 åbnede han Clausens Kunsthandel i Toldbodgade i København, på et tidspunkt, hvor der var få kunstgallerier i Danmark.
Han var søn af skovrider Valdemar Clausen (død 1943) og hustru Ida Marie f. Petersen (død 1954).
Allerede 1954 udstillede han værker af bl.a. Helle Thorborg. Andre kunstnere, der blev knyttet til galleriet var Poul Ekelund, Seppo Mattinen, Reidar Magnus, Albert Mertz, Henry Heerup, Palle Nielsen samt Svend Wiig Hansen, som har skrevet om Clausen:
| Citat | Der er mange Huse – men et var noget særligt – Clausens Kunsthandel Toldbodgade 9 – det er Navnet – men det var ogsaa Stedet, hvor Mennesker kom for at tale og se med Clausen – af nogle blev der sagt, at det var en Livsnødvendighed at komme der – en Oase – nogle af dem, der kom, var os – vi, der udstillede, for os blev det et Hjemsted og Lærested – her mødtes vi uden Aftale med hinanden i festlige og alvorlige Samtaler og Diskussioner omkring Clausen – varme Samvær, der kunde bryde en mørk Tilstand. Men de bedste Timer, var nok dem, hvor man var alene med ham og forberedte en Udstilling – den første spændende Dag – da alle Arbejderne blev lagt ud på Gulvet – hans granskende Blik, disse Sekunders lange Tavshed – og den Venten paa Godkendelsen – det var Tid, der kunne huskes – og med hans befriende Ord og Tro paa, at det nok skulle gaa godt, kunde man gaa derfra i Ro. Meget har vi at takke Clausen for, og det Træ, han plantede i dette særlige Hus, gror stadig." | Citat |
|       | |       |

I 1985 modtog han N.L. Høyen Medaljen for sin pionérindsats i dansk kunstliv.
Galleriet eksisterer fortsat, men er dog flyttet til Studiestræde 14.